# Stilobezzia immodentis
Stilobezzia immodentis är en tvåvingeart som beskrevs av Liu, Ge och Liu 1996. Stilobezzia immodentis ingår i släktet Stilobezzia och familjen svidknott.
Artens utbredningsområde är Hainan (Kina). Inga underarter finns listade i Catalogue of Life.